# 1975年の音楽
1975年の音楽（1975ねんのおんがく）では、1975年（昭和50年）の音楽分野の動向についてまとめる。
1974年の音楽-1975年の音楽-1976年の音楽

## 出来事
- 井上陽水のアルバム『氷の世界』が日本のアルバム史上初のミリオンセラー(100万枚）を記録する[1]。それまでの最高記録、森進一のアルバム『影を慕いて』の60万枚を、40万枚以上こえた快挙だった。井上は年間アルバム売上でもTOP20に6作がランクインするなど、前年に引き続きヒットを連発する。
- 「シクラメンのかほり」／布施明（作詞／作曲小椋佳）が大ヒット。第17回日本レコード大賞も受賞した。
- 第一次ディスコ・ブームが本格化し、KC&サンシャイン・バンドらがヒットを連発した[2]。
- 11月から予定されていたウイングスの初の来日公演が、直前になって外務省がポール・マッカートニーと妻のリンダの入国拒否を発表。正式に中止となった[注 1]。
- この年のビルボード年間チャートのベスト5は以下のとおり。

1. キャプテン&テニール 「愛ある限り」[3]
2. グレン・キャンベル 「ラインストーン・カウボーイ」
3. エルトン・ジョン 「フィラデルフィア・フリーダム」
4. フレディ・フェンダー 「涙のしずく」
5. フランキー・ヴァリ 「瞳の面影（My Eyes Adored You）」

- 3月1日 - 第17回グラミー賞が開催された。冨田勲の『月の光』が3部門でノミネート。同賞に日本人がノミネートされるのは初めてのことであった。
- 4月5日 - ザ・ピーナッツがさよなら公演をおこない、惜しまれつつ引退した。
- 6月1日 - 小室等・吉田拓郎・井上陽水・泉谷しげるが「フォーライフ・レコード」を設立[注 2]。小室が社長に就任する。
- 8月2日〜3日 - 静岡県掛川市ヤマハリゾートつま恋にて日本初の大規模オールナイトコンサート「吉田拓郎・かぐや姫 コンサート インつま恋」を開催。約7万5千人(警察発表)を動員。
- 9月1日 - ビクター音楽産業（現・JVCケンウッド・ビクターエンタテインメント）が発売していたRCAレコードが、同社と アメリカ合衆国本社、およびビクターの親会社の日本ビクター（現・JVCケンウッド）の合弁によりRVC（アールブイシー、RCAビクター）株式会社として分社[注 3]。
- 11月3日 - 西城秀樹が日本人のソロ歌手として史上初となる日本武道館でのコンサートを開催。
- 12月31日
  - 第17回日本レコード大賞 「シクラメンのかほり」／布施明

最優秀歌唱賞　五木ひろし／「千曲川」、最優秀新人賞　細川たかし／「心のこり」
  - 第26回NHK紅白歌合戦

## 洋楽

### シングル
| - イーグルス 「呪われた夜」「いつわりの瞳」「テイク・イット・トゥ・ザ・リミット」 - ヴァン・マッコイ&ザ・ソウル・シティ・シンフォニー 「ハッスル」 - エルトン・ジョン 「フィラデルフィア・フリーダム」「アイランド・ガール」 - ジョン・レノン 「スタンド・バイ・ミー」「ビー・バップ・ア・ルーラ」 - ポール・マッカートニー&ウイングス 「あの娘におせっかい」「ワインカラーの少女」 - ABBA「SOS」「ママ・ミア」「アイ・ドゥ・アイ・ドゥ・アイ・ドゥ」 - サイモン&ガーファンクル 「マイ・リトル・タウン」 - ザ・ステイプル・シンガーズ 「レッツ・ドゥ・イット・アゲイン」 - アヴェレイジ・ホワイト・バンド 「ピック・アップ・ザ・ピーセズ」（75年・年間26位） 「カット・ザ・ケイク」 - ウォー 「仲間よ目をさませ!」「ロー・ライダー」 - デヴィッド・ボウイ 「ヤング・アメリカンズ」「フェイム」 - ロキシー・ミュージック 「恋はドラッグ」 - タヴァレス「イット・オンリー・テイクス・ア・ミニット」 - ハミルトン、ジョー・フランク&レイノルズ 「フォーリン・イン・ラヴ」 - キャプテン&テニール 「愛ある限り」 - ジェファーソン・スターシップ 「ミラクルズ」 - グランド・ファンク「オー・ワンダフル」「バッド・タイム」 - オハイオ・プレイヤーズ 「ファイア」 - クール&ザ・ギャング 「ハリウッド・スウィンギング」 - KC&ザ・サンシャイン・バンド 「ゲットダウン・トゥナイト」「ザッツ・ザ・ウェイ」 - ジミー・キャスター・バンチ 「バーサ・バット・ブギー」 - BTエクスプレス 「エクスプレス」 - トランプス「ホールド・バック・ザ・ナイト」 - グレン・キャンベル 「ラインストーン・カウボーイ」 - アース・ウィンド・アンド・ファイアー 「シャイニング・スター」 - ハービー・マン 「ハイジャック」 - アイズレー・ブラザーズ 「ファイト・ザ・パワー」 - ジョージ・ハリスン「ダーク・ホース」「ユー」 - クラフトワーク 「アウトバーン」 | - エース「ハウ・ロング」 - オザーク・マウンテン・デアデビルズ「ジャッキー・ブルー」 - オーリアンズ 「ダンス・ウィズ・ミー」 - レーナード・スキナード 「サタデイ・ナイト・スペシャル」 - ブルース・スプリングスティーン 「明日なき暴走」 - ジグソー 「スカイ・ハイ」 - ボブ・ディラン 「ハリケーン」「コーヒーもう一杯」 - シカゴ「追憶の日々」「ハリー・トルーマン」 - BTO「レット・イット・ライド」「ヘイ・ユー」 - バッド・カンパニー 「フィール・ライク・メイキン・ラヴ」 - ニール・セダカ 「バッド・ブラッド」 - ジョン・デンバー 「すばらしきカントリー・ボーイ」 - トニー・オーランド&ドーン 「恋のシーソー・ゲーム」 - アメリカ 「金色の髪の少女」 - シルバー・コンベンション 「フライ・ロビン・フライ」 - アート・ガーファンクル 「瞳は君ゆえに」 - ZZトップ 「タッシュ」 - ビー・ジーズ 「ジャイヴ・トーキン」「ブロードウェイの夜」 - B・J・トーマス 「心にひびく愛の歌」 - グラハム・セントラル・ステーション 「ユア・ラヴ」 - フォガット 「スロー・ライド」 - キッス 「ロックンロール・オールナイト」 - リンダ・ロンシュタット 「いつになったら愛されるのかしら」「ひとすじの涙」 - フレディ・フェンダー 「涙のしずく」「酒に酔いしれ」 - マキシン・ナイチンゲール 「愛とは強いもの」 - ディッキー・グッドマン 「ミスター・ジョーズ」 - 10cc 「アイム・ノット・イン・ラヴ」「人生は野菜スープ」 - パイロット「マジック」「ジャニュアリー」 - カーペンターズ 「オンリー・イエスタデイ」「見つめあう恋」 - メリサ・マンチェスター 「ミッドナイト・ブルー」 - クイーン「誘惑のロックンロール」 - ポール・サイモン 「恋人と別れる50の方法」 - オリビア・ニュートン＝ジョン 「そよ風の誘惑」（年間34位） - ジャニス・イアン 「17才の頃」 |

### アルバム
| - ジョン・レノン 『ロックン・ロール』 - ニール・ヤング 『ズマ』『今宵その夜』 - イーグルス 『呪われた夜』 - ハービー・マン 『ディスコティック』 - ポール・マッカートニー&ウイングス 『ヴィーナス・アンド・マース』 - ジョニ・ミッチェル 『夏草の誘い』 - アース・ウィンド・アンド・ファイアー『暗黒への挑戦』 『灼熱の狂宴』 - デヴィッド・ボウイ 『ヤング・アメリカンズ』 - ジェファーソン・スターシップ 『レッド・オクトパス』 - グランド・ファンク 『グランド・ファンク・ツアー ’75』 - ダリル・ホール&ジョン・オーツ 『サラ・スマイル』 - パーラメント 『チョコレート・シティ』『マザーシップ・コネクション』 - クール&ザ・ギャング 『スピリット・オブ・ザ・ブギー』 - オハイオ・プレイヤーズ 『ハニー』 - ロキシー・ミュージック 『サイレン』 - ボブ・ディラン 『血の轍』『地下室（ザ・ベースメント・テープス）』『欲望』 | - フリートウッド・マック 『ファンタスティック・マック』 - パティ・スミス 『ホーセス』 - ポール・サイモン 『時の流れに』 - WAR『ホワイ・キャント・ウィ・ビー・フレンズ』 - ピンク・フロイド 『炎〜あなたがここにいてほしい』 - ボブ・マーリー&ザ・ウェイラーズ 『ライヴ!』 - ブルース・スプリングスティーン 『明日なき暴走』 - ZZトップ 『ファンダンゴ』 - 10cc 『オリジナル・サウンドトラック』 - ドゥービー・ブラザーズ 『スタンピード』 - エリック・カルメン 『エリック・カルメン』 - レーナード・スキナード『ロック魂』 - ギル・スコット・ヘロン&ブライアン・ジャクソン 『ファースト・ミニット・オブ・ア・ニュー・デイ』 - ゲス・フー『フレイバーズ』 - アイアン・バタフライ 『スコーチング・ビューティー』 - エアロスミス 『闇夜のヘヴィ・ロック』 - バリー・マニロウ 『歌の贈りもの』 - ロッド・スチュワート 『アトランティック・クロッシング』 - クイーン 『オペラ座の夜』 - フォガット 『フール・フォー・ザ・シティ』 |

## 日本でのランキング

### シングル
年間TOP50
- 出典：集計会社オリコン

※1974年12月2日付 - 1975年11月24日付
- 1位 さくらと一郎：「昭和枯れすゝき」
- 2位 布施明:「シクラメンのかほり」[注 12]
- 3位 小坂恭子：「想い出まくら」
- 4位 沢田研二：「時の過ぎゆくままに」[注 13]
- 5位 ダウン・タウン・ブギウギ・バンド：「港のヨーコ・ヨコハマ・ヨコスカ／カッコマン・ブギ」
- 6位 岩崎宏美：「ロマンス」
- 7位 風：「22才の別れ」
- 8位 細川たかし：「心のこり」
- 9位 かまやつひろし：「我が良き友よ」[注 14]
- 10位 山口百恵：「冬の色」
- 11位 桜田淳子：「はじめての出来事」
- 12位 ダウン・タウン・ブギウギ・バンド：「スモーキン・ブギ」
- 13位 バンバン：「『いちご白書』をもう一度」
- 14位 野口五郎：「私鉄沿線」
- 15位 八代亜紀：「おんなの夢」
- 16位 中村雅俊：「いつか街で会ったなら」
- 17位 西川峰子：「あなたにあげる」
- 18位 桜田淳子：「十七の夏」
- 19位 アグネス・チャン：「愛の迷い子」
- 20位 西崎みどり：「旅愁」
- 21位 クラフト：「僕にまかせてください」
- 22位 黒沢年男：「やすらぎ」
- 23位 野口五郎：「哀しみの終るとき」
- 24位 五木ひろし：「千曲川」
- 25位 しまざき由理：「面影」
- 26位 敏いとうとハッピー&ブルー：「わたし祈ってます」
- 27位 小柳ルミ子：「冬の駅」
- 28位 西城秀樹：「恋の暴走」
- 29位 桜田淳子：「ひとり歩き」
- 30位 野口五郎：「夕立ちのあとで」
- 31位 徳久広司：「北へ帰ろう」
- 32位 山口百恵：「夏ひらく青春」
- 33位 カーペンターズ：「プリーズ・ミスター・ポストマン」[注 15]
- 34位 野口五郎：「甘い生活」
- 35位 八代亜紀：「ともしび」
- 36位 伊藤咲子：「木枯しの二人」
- 37位 増沢末夫：「さらばハイセイコー」
- 38位 西城秀樹：「この愛のときめき」
- 39位 西城秀樹：「涙と友情」
- 40位 坂上二郎：「学校の先生」
- 41位 内山田洋とクール・ファイブ：「中の島ブルース」
- 42位 キャンディーズ：「年下の男の子」
- 43位 桜田淳子：「天使のくちびる」
- 44位 山口百恵：「湖の決心」
- 45位 甲斐バンド：「裏切りの街角」
- 46位 郷ひろみ：「誘われてフラメンコ」
- 47位 郷ひろみ：「花のように鳥のように」
- 48位 殿さまキングス：「おんなの運命」
- 49位 萩原健一：「お前に惚れた」[注 16]
- 50位 カーペンターズ：「オンリー・イエスタデイ」

### アルバム
年間TOP50
※1974年12月2日付 - 1975年11月24日付（データはLPチャートでの集計）
- 1位 井上陽水：『氷の世界』
- 2位 井上陽水：『二色の独楽』
- 3位 小椋佳：『彷徨』
- 4位 よしだたくろう：『今はまだ人生を語らず』
- 5位 かぐや姫：『かぐや姫LIVE』
- 6位 かぐや姫：『かぐや姫フォーエバー』
- 7位 井上陽水：『陽水ライヴ もどり道』
- 8位 カーペンターズ：『緑の地平線〜ホライゾン』
- 9位 ダウン・タウン・ブギウギ・バンド：『続・脱・どん底』
- 10位 グラシェラ・スサーナ：『アドロ／サバの女王』
- 11位 井上陽水：『断絶』
- 12位 スリー・ディグリーズ：『世界の恋人/にがい涙』
- 13位 井上陽水：『GOOD PAGES』
- 14位 布施明：『ベスト20』
- 15位 井上陽水：『陽水II センチメンタル』
- 16位 布施明：『シクラメンのかほりから』
- 17位 オリビア・ニュートン＝ジョン：『そよ風の誘惑』
- 18位 スリー・ディグリーズ&MFSB：『スリー・ディグリーズ&MFSBショウ』
- 19位 キャロル：『キャロル・ゴールデン・ヒッツ』
- 20位 八代亜紀：『ベスト歌謡16』
- 21位 小椋佳：『残された憧憬』
- 22位 カーペンターズ：『ゴールデン・プライズ第2集』
- 23位 ビートルズ：『ザ・ビートルズ1962年〜1966年』
- 24位 小椋佳：『夢追い人』
- 25位 五木ひろし：『おんな、涙、わかれ歌』
- 26位 南こうせつ：『かえり道』
- 27位 かぐや姫：『三階建の詩』
- 28位 風：『風ファーストアルバム』
- 29位 オムニバス：『バンプ・イン・ディスコティック』
- 30位 井上堯之バンド：『太陽にほえろ!/傷だらけの天使』
- 31位 荒井由実：『COBALT HOUR』
- 32位 クイーン：『シアー・ハート・アタック/クイーンIII』
- 33位 ポール・マッカートニー&ウイングス：『ヴィーナス・アンド・マース』
- 34位 ヴァン・マッコイ&スタイリスティックスOr.：『ディスコ・ベイビー』
- 35位 カーペンターズ：『GEM/カーペンターズ』
- 36位 スージー・クアトロ：『陶酔のアイドル』
- 37位 カーペンターズ：『カーペンターズ・ライヴ・イン・ジャパン』
- 38位 ビートルズ：『ザ・ビートルズ1967年〜1970年』
- 39位 ダウン・タウン・ブギウギ・バンド：『脱・どん底音楽会』
- 40位 スティービー・ワンダー：『ファースト・フィナーレ』
- 41位 キャロル：『燃えつきる キャロル・ラスト・ライヴ』
- 42位 ピンク・フロイド：『炎 〜あなたがここにいてほしい』
- 43位 沢田研二 ：『パーフェクト14』
- 44位 荒井由実：『MISSLIM』
- 45位 小椋佳：『帰っちゃおうかな』
- 46位 スリー・ディグリーズ：『荒野のならず者』
- 47位 バッド・カンパニー：『バッド・カンパニー』
- 48位 山口百恵：『16才のテーマ』
- 49位 ディープ・パープル：『嵐の使者』
- 50位 岩崎宏美：『あおぞら』

## イベント
| 開催日   | タイトル                                   |
| -------- | ------------------------------------------ |
| 12月31日 | ハルミ ROCK'N'ROLL VOLUNTEER 3rd 1975-1976 |
| 12月31日 | 第26回NHK紅白歌合戦                        |

### 日本武道館公演
- 1月29日・30日 - スティーヴィー・ワンダー
- 3月3日 - バッド・カンパニー
- 4月19日・5月1日 - クイーン
- 5月22日・23日 - グランド・ファンク・レイルロード
- 6月27日・28日 - ミッシェル・ポルナレフ
- 10月17日 - ジョン・デンバー
- 11月1日・2日 - エリック・クラプトン
- 11月3日 - 西城秀樹
- 11月15日・16日 - 第6回世界歌謡祭
- 12月1日・2日 - クロスビー、スティルス、ナッシュ&ヤング

## 主な音楽賞
| 賞                                           | 受賞作・受賞者 |
| -------------------------------------------- | --- |
| 第17回日本レコード大賞                       | - 大賞 - シクラメンのかほり／布施明 - 最優秀歌唱賞 - 千曲川／五木ひろし - 最優秀新人賞 - 心のこり／細川たかし - 歌唱賞 - 私鉄沿線／野口五郎 - 人恋しくて／南沙織 - 花車／小柳ルミ子 - 大衆賞 - 十七の夏／桜田淳子 - 新人賞 - ロマンス／岩崎宏美 - 夜の訪問者／小川順子 - 美しい契り／片平なぎさ - 雨だれ／太田裕美 |
| 第13回ゴールデン・アロー賞                   | - 音楽賞 - 布施明と小椋佳 - 新人賞（音楽） - 岩崎宏美 |
| 第10回ポピュラーソングコンテストつま恋本選会 | - グランプリ - 中島みゆき「時代」 - 優秀曲賞 - 因幡晃「わかって下さい」 - オン「失うものは何もない」 - 入賞 - 奥野節子「やさしい雨」 - 高崎幹子「ウィリー・ウィル」 - 田島裕子「目をそらさないで」 - イフ「名もない旅に二人」 - 庄野真代「朝」 - 山下真由美「帆のない舟を浮かべて」 - ファンキーミルク「ちえこ」 - 佐藤仁子「あなたよ」 - こんがりトースト「今晩来ないか」 - 川上賞 -石垣直美、斉藤晋「ママのお誕生日」 |
| 第9回ポピュラーソングコンテストつま恋本選会  | - グランプリ - わたり鳥／「七福神」 - 優秀曲賞 - 柴田容子「ミスターロンサム」 - 八神純子「幸せの国へ」 - 松崎しげる「君の住んでいた街」 - 入賞 - 岩村実「母さんの命日」 - 赤ずきん「あんたとあたい」 - ジョイス「あこがれ色の想い出」 - 庄野真代「私はコスモス」 - 矢板勉「恋はアモーレ」 - 高岡美智子「届かない手紙」 - 風コーラス団「麦畑」 - 中島みゆき「傷ついた翼」 - 川上賞 - PIA「オルゴールの恋唄」 - 吉村邦夫「東京親不孝通り」 - 川西乃里子「かぎ」 |
| 第8回下谷賞                                  | - 作曲賞 - 該当作なし - 佳作 - 河辺公一「阿波踊考」 |
| 第8回日本有線大賞                            | - 大賞 - 野口五郎「私鉄沿線」 |
| 第8回全日本有線放送大賞                      | - グランプリ - さくらと一郎「昭和枯れすゝき」 |
| 第8回日本作詩大賞                            | - 大賞 - 布施明「シクラメンのかほり」（作詞:小椋佳） |
| 第8回新宿音楽祭                              | - 金賞 - 岩崎宏美、細川たかし - 銀賞 - 太田裕美、岡田奈々、片平なぎさ、野川明美 - 銅賞 - ちゃんちゃこ、草川祐馬、豊川誕、殿ゆたかほか - 敢闘賞 - 西島三重子、バンバン - 審査員特別奨励賞 - 小川順子 |
| 第7回サントリー音楽賞                        | - 栗林義信、山根銀二 |
| 第6回世界歌謡祭                              | - ミスター・ロコ「ラッキー・マン」、中島みゆき「時代」 |
| 第6回日本歌謡大賞                            | - 大賞 - シクラメンのかほり／布施明 - 放送音楽新人賞 - 心のこり／細川たかし - ロマンス／岩崎宏美 - 放送音楽賞 - 千曲川／五木ひろし - 時の過ぎゆくままに／沢田研二 - ともしび／八代亜紀 - 天使のくちびる／桜田淳子 - 私鉄沿線／野口五郎 |
| 第5回モービル音楽賞                          | - 邦楽部門 - 杵屋正邦 - 洋楽部門（本賞） - 小澤征爾 |
| 第5回創作合唱曲公募                          | - 入賞 - 新実徳英「「わらべうた」-女声合唱とピアノの為に-」 - 佳作 - 遠藤雅夫「混声合唱組曲「在りし日に寄せて」」 - 加藤學「「優しき歌」-女声合唱のために-」 - 瀬戸口重利「やなせたかしの詩による女声合唱」 - 藤沢道雄「混声合唱組曲「富岡多恵子の詩による4つの歌」」 |
| 第4回FNS歌謡祭                               | - グランプリ - 布施明「シクラメンのかほり」 - 最優秀歌唱賞（上期） - 野口五郎「哀しみの終るとき」 - 最優秀歌唱賞（下期） - 布施明「傾いた道しるべ」 - 最優秀新人賞（上期） - 細川たかし「心のこり」 - 最優秀新人賞（下期） - 岩崎宏美「ロマンス」 - 最優秀ヒット賞（上期） - かまやつひろし「我が良き友よ」 - 最優秀ヒット賞（下期） - 布施明「シクラメンのかほり」 - 最優秀視聴者賞 - 五木ひろし - 最優秀歌謡音楽賞（上期） - 山口百恵「冬の色」 - 最優秀歌謡音楽賞（下期） - 桜田淳子「天使のくちびる」 - 特別賞（上期） - 沢田研二「巴里にひとり」、ダウン・タウン・ブギウギ・バンド「スモーキン・ブギ」「港のヨーコ・ヨコハマ・ヨコスカ」 - 特別賞（下期） - 内山田洋とクール・ファイブ「中の島ブルース」 |
| 第4回東京音楽祭                              | - モーリン・マクガヴァン「わたしの勲章」 |
| 第3回銀座音楽祭                              | - グランプリ（上期） - 太田裕美 - グランプリ（下期） - 岩崎宏美 |
| 第3回ウィンナーワルド・オペラ賞              | - オペラ大賞 - 該当なし - オペラ賞 - 島田祐子、中村健、久岡昇、竹沢嘉明、高橋英朗 - 新人賞 - 該当なし - 特別賞 - 大分県民オペラ |
| 第2回横浜音楽祭                              | - 最優秀新人賞 - 細川たかし |
| 第1回全日本歌謡音楽祭                        | - ゴールデングランプリ - 布施明「シクラメンのかほり」 - 最優秀新人賞 - 岩崎宏美、細川たかし |
| 第1回日本テレビ音楽祭                        | - グランプリ - 五木ひろし「千曲川」 |
| 第1回日本演歌大賞                            | - 大賞 - 五木ひろし |
| 第1回ABC歌謡新人グランプリ                   | - あいざき進也 |

## デビュー
- 1月 - フレディ・フェンダー／涙のしずく
- 1月1日 - タケカワユキヒデ／走り去るロマン…公式デビュー
- 1月20日 - 片平なぎさ／純愛
- 2月5日 - 風／22才の別れ
- 2月5日 - ハイ・ファイ・セット／卒業写真
- 2月21日 - JOHNNYS' ジュニア・スペシャル／ベルサイユのばら
- 3月10日 - マッハ文朱／花を咲かそう
- 3月21日 - 豊川誕／汚れなき悪戯
- 3月25日 - 黒木真由美／好奇心
- 3月25日 - 鈴木茂／『BAND WAGON』…ソロデビュー
- 4月 - ジャーニー／『宇宙への旅立ち』
- 4月 - キャプテン&テニール／愛ある限り
- 4月1日 - 小川順子／夜の訪問者
- 4月1日 - 細川たかし／心のこり
- 4月25日 - 岩崎宏美／二重唱 (デュエット)
- 4月25日 - 河島英五とホモ・サピエンス／何かいいことないかな
- 4月25日 - シュガー・ベイブ／DOWN TOWN
- 5月1日 - 愛奴／二人の夏
- 5月1日 - 野川明美／朝の海（都はるみの妹）
- 5月10日 - 岡田奈々／ひとりごと
- 5月10日 - ハルヲフォン（のちの近田春夫&ハルヲフォン）／FUNKYダッコNo.1
- 5月25日 - 讃岐裕子／ある晴れた日に
- 6月5日 - ザ・リリーズ／水色のときめき
- 7月 - センチメンタル・シティ・ロマンス／うちわもめ
- 7月10日 - 島田淳子（現・浅野真弓）／愛の鼓動
- 7月15日 - 南こうせつ／『かえり道』…ソロデビュー
- 7月25日 - リトル・ギャング／アイ・ラブ・ユー
- 8月 - レインボー／『銀嶺の覇者』
- 8月1日 - 青木美冴／うれしい体験
- 8月1日 - 井上純一／恋人ならば
- 8月5日 - ジョニー大倉／いつになったら…ソロデビュー
- 8月25日 - チャダ／面影の女
- 8月25日 - つボイノリオ／金太の大冒険…ソロデビュー
- 8月25日 - 間寛平／ひらけ!チューリップ
- 9月 - 山本ゆか里／小麦色の思い出
- 9月1日 - 真木ひでと／夢よもういちど…GSシンガーから演歌歌手として再デビュー
- 9月21日 - 矢沢永吉／アイ・ラヴ・ユー、OK…ソロデビュー
- 9月25日 - 中島みゆき／アザミ嬢のララバイ
- 10月 - コロムビア・ライト／昭和一けた
- 10月 - 憂歌団／おそうじオバチャン
- 10月1日 - 池田ひろ子／恋のABC
- 10月1日 - 山崎ハコ／『飛・び・ま・す』
- 11月1日 - 内藤やす子／弟よ
- 11月1日 - 森田童子／さよならぼくのともだち
- 11月1日 - レモンパイ／『旅のスケッチ〜愛と冒険の旅〜』
- 12月 - 林家木久蔵／酔姫エレジー
- 12月 - エリック・カルメン／『オール・バイ・マイセルフ』
- 12月20日 - 目黒ひとみ／わたしのシュガー・ボーイ
- 月日不明 - 金沢明子／『若い民謡』
- 月日不明 - ウエスト・ロード・ブルース・バンド／『ブルーズパワー』
- 月日不明 - 牧陽子（現・三浦弘子）／新宿二丁目曲り角（三浦友和の姉）

## 解散・活動休止
- 3月 - 猫（2004年に再結成）
- 4月12日 - かぐや姫（4月、その後、複数回期間限定で再結成）
- 4月13日 - キャロル
- 4月20日 - Jeff
- 9月15日 - フレンズ（2012年に再結成）
- 11月16日 - ハックルバック（その後、複数回期間限定で再結成）
- 11月 - サディスティック・ミカ・バンド

### 年内
- アトミック・ルースター
- イフ（2015年再結成）
- ウィザード
- エルフ
- カスケーズ
- ゲス・フー
- シャッグス
- ストレイ・ドッグ
- 頭脳警察（1990年再結成）
- スラップ・ハッピー
- ネオン・ローズ
- ノイ!
- バッドフィンガー
- ハンブル・パイ
- ピピ&コット
- ファウスト（1990年再始動）
- フェイセズ
- ブリンズリー・シュウォーツ
- ブルー・スウェード
- マザーズ・オブ・インヴェンション
- ラズベリーズ（2004年再結成）

## 再結成
- ザ・シーカーズ（ - 1988年）
- フライング・ブリトー・ブラザーズ（ - 1980年）
- ヴォーチェ・アンジェリカ（ - 1990年頃）

## 引退
- 4月5日 - ザ・ピーナッツ

## 誕生
- 1月2日 - ダグラス・ロブ（ アメリカ合衆国、歌手、フーバスタンク）
- 1月3日 - 堀井与志郎（石川県、歌手、HIGHWAY61）
- 1月3日 - トーマ・バンガルテル（ フランス、ミュージシャン、ダフト・パンク）
- 1月5日 - ブラッドリー・クーパー（ アメリカ合衆国、俳優・映画監督・歌手）
- 1月6日 - DABO（千葉県、歌手、NITRO MICROPHONE UNDERGROUND）
- 1月10日 - 祖堅正慶（東京都、ゲーム作曲家）
- 1月14日 - 西郡勲（ミュージックビデオ監督）
- 1月21日 - ka-yu（大阪府、ベーシスト、元Janne Da Arc/元DAMIJAW）
- 1月22日 - g-ton（MC、元nobodyknows+）
- 1月22日 - 長尾伸一（歌手、元dropz/CUBE JUICE）
- 1月23日 - atsuko（歌手、angela）
- 1月24日 - 大和田晃（歌手、元pre-school）
- 1月27日 - yasu（大阪府、シンガーソングライター、元Janne Da Arc）
- 1月30日 - 吉村由美（大阪府、歌手、PUFFY）
- 1月28日 - 神谷浩史（千葉県、声優・歌手、KAmiYU/神谷浩史+小野大輔/MASOCHISTIC ONO BAND）
- 2月3日 - Tina（京都、歌手、元MONTIEN）
- 2月6日 - 川瀬智子（京都府、シンガーソングライター・作詞家、the brilliant green/Tommy february6/Tommy heavenly6）
- 2月7日 - 松田樹利亜（京都府、歌手）
- 2月9日 - DELI（千葉県、MC・政治家、NITRO MICROPHONE UNDERGROUND）
- 2月16日 - 相川七瀬（大阪府、歌手）
- 2月18日 - 中村一義（東京都、歌手、元100s）
- 2月23日 - Anis（ イングランド、歌手、MONORAL）
- 3月4日 - YOSHI（兵庫県、MC、餓鬼レンジャー）
- 3月14日 - TAKAKO（新潟県、シンガーソングライター、DOUBLE）
- 3月15日 - ウィル・アイ・アム（ アメリカ合衆国、ラッパー、ブラック・アイド・ピーズ）
- 3月19日 - ビビアン・スー（ 台湾、タレント・歌手、元ブラックビスケッツ/元Vivian or Kazuma/元The d.e.p）
- 4月3日 - 大村朋宏（静岡県、お笑い芸人、トータルテンボス/Sausage Butterfly Pasta Festa）
- 4月14日 - 谷本貴義（広島県、歌手、Project.R）
- 4月21日 - コヤマシュウ（歌手、Scoobie Do）
- 4月25日 - サイトウ（MC、元Goose Bumps）
- 5月8日 - マッティ・ルイス（ アメリカ合衆国、歌手、ゼブラヘッド）
- 5月18日 - ジャック・ジョンソン（ アメリカ合衆国、歌手）
- 5月24日 - 河相我聞（埼玉県、俳優・元歌手）
- 5月26日 - アイロウ（沖縄県、歌手、アイタカ）
- 5月26日 - つるの剛士（福岡県、俳優・ミュージシャン・タレント、元羞恥心）
- 5月27日 - おおはた雄一（茨城県、歌手、おお雨）
- 6月3日 - KOHTA（北海道、ベーシスト、元PIERROT/Angelo）
- 6月5日 - 波田陽区（山口県、お笑いタレント）
- 6月12日 - DJ HAZIME（DJ）
- 6月16日 - 弥生（神奈川県、歌手、小雪は実姉）
- 6月17日 - ILMARI（東京都、歌手、RIP SLYME/The Beatmoss）
- 6月20日 - 酒井一圭（大阪府、歌手・俳優、純烈）
- 6月23日 - 玉田豊夢（大分県、ドラマー、元100s/元kicca/元小谷美紗子Trio/元THE TURTLES JAPAN）
- 6月30日 - 田中明仁（長野県、歌手、元ザ・ベイビースターズ）
- 7月4日 - 中川貴志（大阪府、お笑い芸人、元ランディーズ/元WEST SIDE）
- 7月9日 - ジャック・ホワイト（ アメリカ合衆国、ミュージシャン・プロデューサー）
- 7月11日 - 葉月里緒奈（東京都、女優・元歌手）
- 7月13日 - ハセガワタカオ（鳥取県、歌手、元P.I.MONSTER）
- 7月15日 - 柴田英嗣（静岡県、お笑いタレント・元歌手、アンタッチャブル）
- 7月19日 - KAMIJO（神奈川県、歌手、元LAREINE/Versailles）
- 7月24日 - 松浦正樹（大阪府、歌手、ANATAKIKOU）
- 7月28日 - 山口美代子（神奈川県、ドラマー、detroit7）
- 8月4日 - 鈴木蘭々（東京都、タレント・元歌手）
- 8月6日 - Maynard Plant（ カナダ、歌手、MONKEY MAJIK/blanc.）
- 8月6日 - TaQ（ アメリカ合衆国、作曲家）
- 8月6日 - さかなクン（東京都、魚類学者・タレント・サクソフォニスト）
- 8月11日 - 谷山紀章（山口県、声優・歌手、GRANRODEO/元ワイルド三人娘）
- 8月13日 - 蔡忠浩（歌手、bonobos）
- 8月14日 - TAKUMA（京都府、歌手、10-FEET）
- 8月20日 - 児玉裕一（新潟県、ミュージックビデオ監督）
- 8月21日 - VERBAL（東京都、MC、m-flo/元TERIYAKI BOYZ/PKCZ/HONEST BOYZ）
- 8月27日 - 高井俊彦（奈良県、お笑い芸人、元ランディーズ/元WEST SIDE）
- 8月31日 - TAX（宮城県、ドラマー、MONKEY MAJIK）
- 9月5日 - ケン（大阪府、歌手、Baby Boo）
- 9月9日 - SILVA（東京都、歌手・DJ）
- 9月12日 - KOUICHI（京都府、ドラマー、10-FEET）
- 9月16日 - 下地正晃（沖縄県、歌手、元navy&ivory）
- 9月18日 - 若林利和（歌手、ラブハンドルズ）
- 9月28日 - 尾上秀樹（東京都、三味線奏者、HIDE×HIDE）
- 10月1日 - DJ CELORY（DJ、SOUL SCREAM/元SUITE CHIC）
- 10月7日 - 溝下創（兵庫県、ミュージシャン、ラブハンドルズ）
- 10月7日 - ダミアン・クーラッシュ（ アメリカ合衆国、歌手、OK GO）
- 10月9日 - アネモネ（愛知県、歌手）
- 10月9日 - ショーン・レノン（、シンガーソングライター）
- 10月12日 - 山口晶（岐阜県、歌手）
- 10月27日 - 眞木大輔（神奈川県、ミュージシャン、EXILE）
- 10月31日 - SEAMO（愛知県、シンガーソングライター、元シーモネーター&DJ TAKI-SHIT）
- 10月16日 - 青木慶則（神奈川県、歌手、HARCO）
- 10月18日 - Shing02（東京都、MC）
- 10月20日 - 周防彰悟（東京都、音楽プロデューサー・実業家、元sunny-side up）
- 10月20日 - 原田郁子（福岡県、歌手、クラムボン）
- 10月24日 - S-WORD（東京都、MC、元NITRO MICROPHONE UNDERGROUND）
- 10月25日 - N∀OKI（京都府、歌手、ROTTENGRAFFTY）
- 10月29日 - 八木沼悟志（東京都、歌手、fripSide/元ALTIMA）
- 10月30日 - 丈青（広島県、ピアニスト・キーボーディスト、SOIL&"PIMP"SESSIONS/元dCprG）
- 10月31日 - MINAMI（長野県、歌手、D-LOOP、+2010年）
- 11月1日 - 前田勝彦（ミュージシャン、world's end girlfriend）
- 11月6日 - Ohyama Wataru（東京都、トランペッター、元PE'Z）
- 11月6日 - 町田昌弘（埼玉県、ギタリスト・音楽プロデューサー、元100s）
- 11月7日 - 天野月（シンガーソングライター）
- 11月16日 - 内田有紀（東京都、女優・元歌手）
- 11月17日 - ユンソナ（ 大韓民国、タレント・女優・元歌手）
- 11月21日 - 大宮エリー（大阪府、脚本家・ミュージックビデオ監督・作詞家）
- 11月22日 - 市川慎（秋田県、箏奏者、ZAN）
- 11月22日 - aiko（大阪府、シンガーソングライター）
- 11月23日 - 平野一郎（兵庫県、歌手、元CHABA）
- 11月24日 - 古賀たかし（福岡県、歌手、ビアンコネロ）
- 11月26日 - PUSHIM（大阪府、歌手）
- 11月28日 - バカリズム（福岡県、お笑いタレント）
- 11月30日 - DJ DARUMA（神奈川県、DJ、PKCZ/元DEXPISTOLS）
- 12月1日 - 和田唱（東京都、歌手、TRICERATOPS）
- 12月5日 - 川口大輔（東京都、ミュージシャン）
- 12月8日 - 井手麻理子（福岡県、歌手）
- 12月9日 - bird（京都府、歌手）
- 12月9日 - 田渕ひさ子（福岡県、ギタリスト、ナンバーガール/元bloodthirsty butchers/toddle/LAMA）
- 12月11日 - 成底ゆう子（沖縄県、歌手）
- 12月12日 - カトウタロウ（千葉県、ギタリスト、元BEAT CRUSADERS）
- 12月12日 - 桑島法子（岩手県、声優・元歌手）
- 12月15日 - 浜田ピエール裕介（大阪府、音楽プロデューサー、元P.I.MONSTER）
- 12月15日 - 植木豪（福岡県、歌手、PaniCrew）
- 12月16日 - 増田博長（鹿児島県、歌手、元AUDIO RULEZ）
- 12月16日 - ナヲ（神奈川県、ドラマー、マキシマム ザ ホルモン）
- 12月19日 - NOBUYA（京都府、歌手、ROTTENGRAFFTY）
- 12月30日 - 椎名慶治（東京都、歌手、SURFACE）
- 12月30日 - 藤田憲右（静岡県、お笑い芸人、トータルテンボス/Sausage Butterfly Pasta Festa）
- 12月31日 - 岡崎雪（北海道、ミュージシャン）
- 月日不明 - GORE-TEX（MC、NITRO MICROPHONE UNDERGROUND）
- 月日不明 - SUIKEN（東京都、MC、NITRO MICROPHONE UNDERGROUND/MONTIEN）
- 月日不明 - Saigenji（広島県、ミュージシャン）
- 月日不明 - JUN 4 SHOT（神奈川県、Dee jay、FIRE BALL）
- 月日不明 - CHOZEN LEE（神奈川県、Dee jay、FIRE BALL）
- 月日不明 - SUPER CRISS（神奈川県、Dee jay、FIRE BALL）
- 月日不明 - スミス（ミュージックビデオ監督）
- 月日不明 - 直（京都府、ミュージックビデオ監督）
- 月日不明 - B.I.G.JOE（北海道、MC）
- 月日不明 - 山崎ゆかり（青森県、歌手、空気公団）

## 死去
- 1月8日 - リチャード・タッカー（、歌手、*1913年）
- 1月25日 - 富原薫（静岡県、作詞家、*1905年）
- 1月30日 - ボリス・ブラッハー（、作曲家、*1904年）
- 2月3日 - ウム・クルスーム（、歌手、*1904年）
- 2月4日 - ルイ・ジョーダン（、歌手・サックス奏者、*1908年）
- 2月19日 - ルイージ・ダッラピッコラ（、作曲家、*1904年）
- 2月22日 - ライオネル・ターティス（、ヴィオラ奏者、*1876年）
- 3月27日 - アーサー・ブリス（、作曲家、*1891年）
- 4月12日 - ジョセフィン・ベーカー（、歌手、*1906年）
- 5月18日 - ルロイ・アンダーソン（、作曲家、*1908年）
- 5月18日 - アニバル・トロイロ（、バンドネオン奏者、*1914年）
- 6月25日 - 門田ゆたか（福島県、作詞家、*1907年）
- 6月29日 - ティム・バックリィ（、シンガーソングライター、*1947年）
- 8月4日 - 南里文雄（大阪府、ジャズ・トランペット奏者、*1910年）
- 8月8日 - キャノンボール・アダレイ（、ジャズ・アルトサックス奏者、*1928年）
- 8月9日 - ドミートリイ・ショスタコーヴィチ（、作曲家、*1906年）
- 9月1日 - 杉狂児（福岡県、歌手、*1903年）
- 9月10日 - ハンス・スワロフスキー（、指揮者、*1899年）
- 10月17日 - ヴィットリオ・グイ（、指揮者、*1885年）
- 10月19日 - カトゥロ・カスティージョ（、作曲家、*1906年）
- 12月17日 - ハウンド・ドッグ・テイラー（、ギタリスト、*1915年）
- 12月24日 - バーナード・ハーマン（、作曲家、*1911年）